# Ancienne gare de Metz
L’ancienne gare de Metz est une ancienne gare ferroviaire située à proximité du centre-ville de Metz, préfecture du département de la Moselle et de la région Lorraine. 
Construite par les autorités allemandes en 1878, durant l'annexion de l'Alsace-Lorraine, elle est désaffectée lors de la mise en service de la nouvelle gare en 1908.
Après avoir abrité la direction régionale de la SNCF, l'ancien bâtiment voyageurs doit accueillir un centre statistique de l'INSEE courant 2021.

## Contexte historique

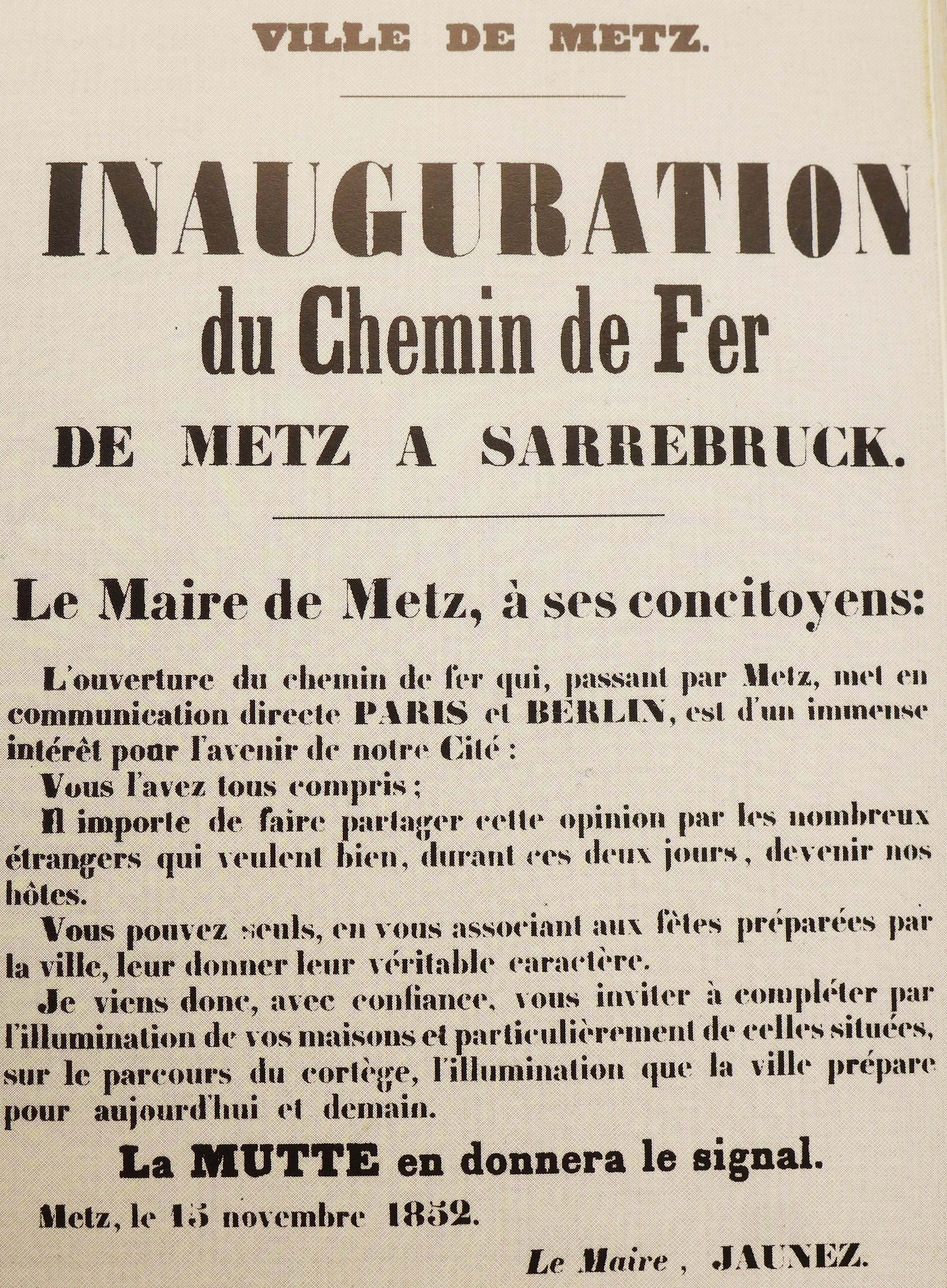
Metz, Inauguration du chemin de fer de Metz à Sarrebruck, 1852

En juillet 1849 il est décidé de créer une gare à Metz. Le commandement militaire de la ville refuse la création d’un passage à travers les remparts de la ville. C’est donc à l’extérieur des remparts, à l'est de la Citadelle de Metz, qu’une première gare provisoire, en bois, facilement démontable, est construite vers 1850. En 1853, la robustesse du bâtiment est améliorée par l’ajout d’une ossature métallique. Mais cette première gare brûle le 28 juillet 1872. Les autorités allemandes de l'époque décident donc de construire une nouvelle gare, plus spacieuse et plus grande.

## Construction et aménagements
Le projet est confié à l’architecte Johann Eduard Jacobsthal (1839-1902), qui réalisera plus tard la gare de Strasbourg-Ville. La gare est construite dans une variante allemande du style néo-classique, le Rundbogenstil. Soucieux de ne pas heurter les Messins, le maître d'œuvre respecte la tradition architecturale locale en utilisant la pierre de Jaumont. La gare est inaugurée le 17 juin 1878 par l’administration allemande. Cette nouvelle gare dispose de quatre voies à quai et sera utilisée jusqu’à la mise en service de la gare actuelle en 1908.
Au cours du XXe siècle, le bâtiment ayant perdu sa fonction d'origine, connut plusieurs altérations. Au retour à la France de la région en 1918, les symboles du pouvoir allemand sont effacés dans toute la ville : ainsi les deux sculptures d'aigles impériales surplombant la façade sont détruites. Le double fronton cintré orné d'horloges disparaîtra, au profit d'un étage supplémentaire, dans les années 1950 avec une rénovation du bâtiment dans le but d'y accueillir des bureaux.

## Affectations successives
L’ancienne gare est désaffectée en 1908, lors de la mise en service de la nouvelle gare. Le bâtiment abrita la délégation régionale de la SNCF Metz-Nancy jusqu'en juillet 2014. Le bâtiment a été racheté par France Domaine afin d’accueillir, en 2021, le centre statistique de Metz de l'INSEE. Le bâtiment est en attente des travaux.

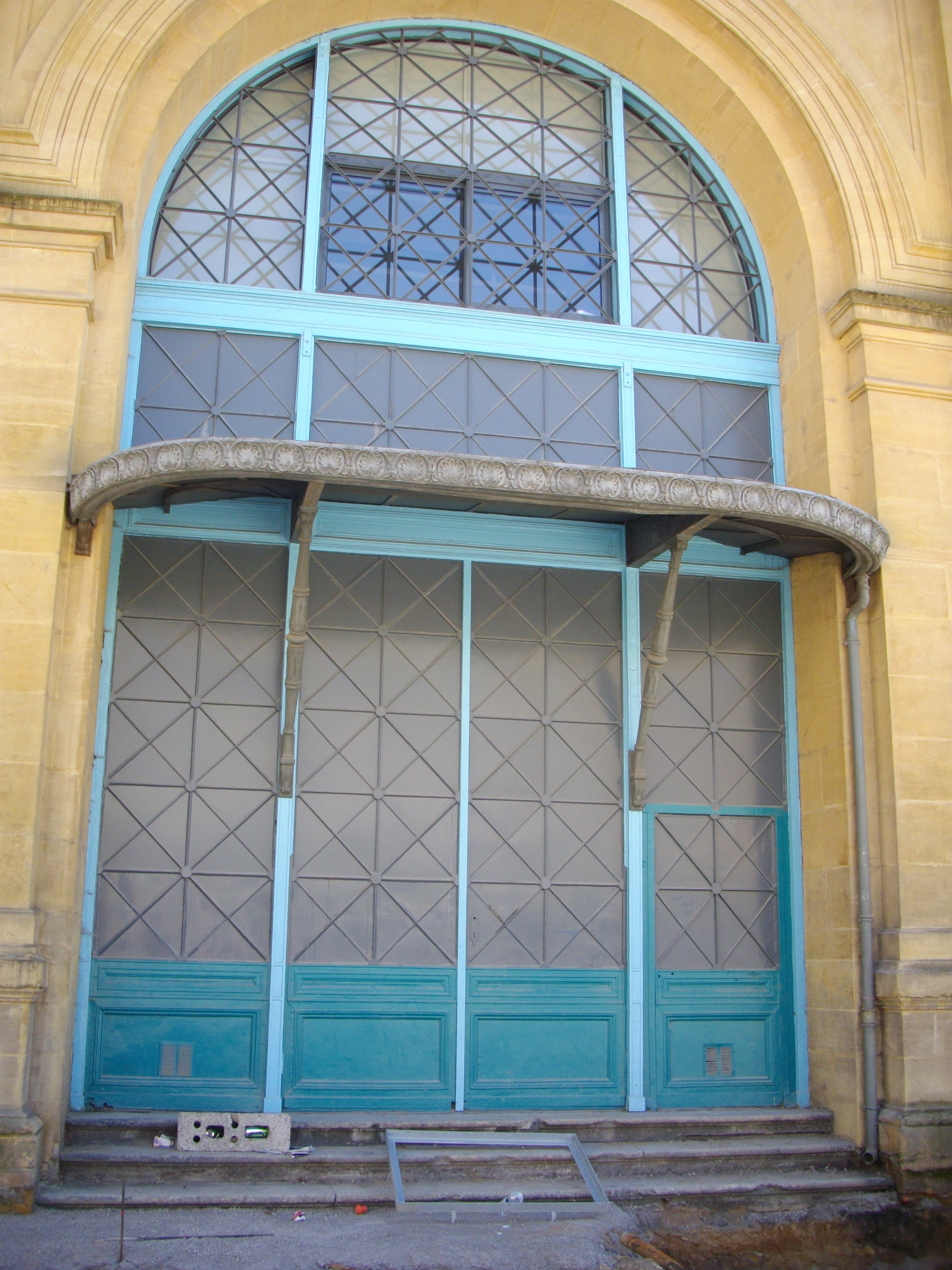
Grand porche de la gare.
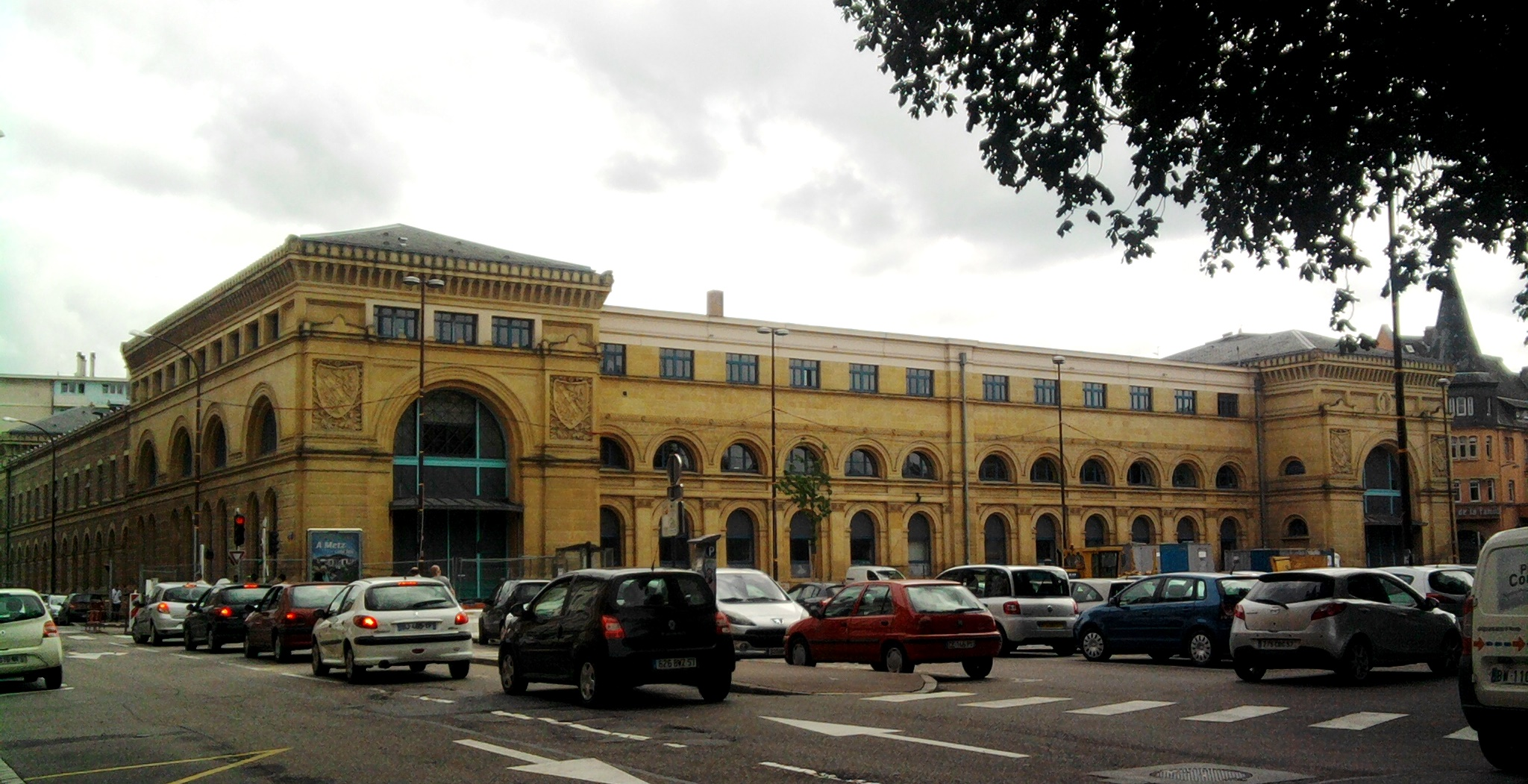
La place du Roi-George en travaux.